# 9344 Клопсток
9344 Клопсток (9344 Klopstock) — астероїд головного поясу, відкритий 12 вересня 1991 року.
Тіссеранів параметр щодо Юпітера — 3,538.